# Белкорт (Северна Дакота)
Белкорт (енгл. Belcourt) насељено је место без административног статуса у америчкој савезној држави Северна Дакота.

## Демографија
По попису из 2010. године број становника је 2.078, што је 362 (-14,8%) становника мање него 2000. године.
| Група             | 2000.     | 2010.     |
| Белци             | 95 (3,9%) | 53 (2,6%) |
| Афроамериканци    | 3 (0,1%)  | 4 (0,2%)  |
| Азијати           | 0 (0,0%)  | 3 (0,1%)  |
| Хиспаноамериканци | 23 (0,9%) | 29 (1,4%) |
| Укупно            | 2.440     | 2.078     |